# Stearinsäurestearylester
Stearinsäurestearylester ist eine chemische Verbindung aus der Gruppe der Fettsäureester.

## Gewinnung und Darstellung
Stearinsäurestearylester kann durch Reaktion von Stearinsäure mit Stearylalkohol gewonnen werden. Bei der Reaktion handelt es sich um eine Veresterung.

## Eigenschaften
Stearinsäurestearylester ist ein weißer Feststoff.

## Verwendung
Stearinsäurestearylester wird als Gleitmittel bei der Extrusion von PVC, in Schmiermitteln in der metallverarbeitenden Industrie und als Emolliens, Hautpflegemittel und Viskositätsregler in Kosmetika verwendet.